# Oiseaux de passage (poème)
Pour les articles homonymes, voir Oiseau de passage.
Oiseaux de passage est un poème de Jean Richepin paru dans le recueil La Chanson des gueux en 1876.

## Adaptation
Georges Brassens a mis en musique et chanté sous le titre Les Oiseaux de passage  une partie de ce long poème, dans l'album Misogynie à part sorti en 1969. 
Cette version chantée est composée des strophes 9, 10, 11, 13, 15, 16, 20, 21, 22 et 27 du texte intégral. Brassens y a également modifié deux mots de la strophe 15 (« N’avoir aucun besoin... » est remplacé par « Ils n'ont aucun besoin... ») pour que le texte reste cohérent malgré l'omission de la strophe 14.